# Institut ukrainien du livre
L'Institut ukrainien du livre est une institution publique ukrainienne concernant la littérature et l'édition, et relevant du ministère de la Culture. Il est fondé pour mettre en œuvre la politique de l'État dans l'industrie du livre, promouvoir la lecture en Ukraine, soutenir l'édition, encourager les traductions et faciliter la diffusion de la littérature ukrainienne à l'étranger.

## Historique
L'Institut ukrainien du livre est fondé en 2016. Rostislav Semkiv est le premier directeur, nommé par intérim, en attendant la première directrice officielle, Tetyana Teren, nommée en juin 2017. Elle organise les activités de l'institut, prépare la documentation, et organise les conditions de travail. Six mois plus tard, Tatiana Teren quitte ses fonctions. Avant l'élection du nouveau directeur, les fonctions de responsable de l'Institut sont exercées par Sergey Yasinsky puis par Ruslan Mironenko. Un nouveau concours pour le poste a lieu le 26 juillet 2018, la lauréate est Olexandra Koval, directrice du « Forum des éditeurs ». Elle est directrice par intérim à partir du 10 octobre 2018, puis elle est officiellement nommée au poste le 12 décembre suivant.

## Activités

### Fonctions
- Financement des traductions vers et depuis l'ukrainien ;
- mise en œuvre de programmes étatiques liés à la vulgarisation et au soutien de la lecture ;
- organisation et tenue de concours pour la publication de livres inédits, aux frais de l'État ;
- mise en place de programmes de résidence pour artistes ;
- lancement de recherches et d'enquêtes sur le secteur de l'édition en Ukraine, pour son développement ;
- soutien aux éditeurs ukrainiens et étrangers, engagés dans l'édition de livres en ukrainien ;
- développement et organisation d'événements pour soutenir l'édition de livres ukrainiens ;
- établir et faciliter la communication entre les entités commerciales d'édition ;
- coopération avec les médias[8].

### Projets
1. Promotion de la littérature ukrainienne à l'étranger - projets internationaux, participation à des salons du livre étrangers, création d'un réseau mondial de partenaires et de personnes intéressées par la littérature ukrainienne.
2. Programme de soutien à la traduction promouvant l'émergence de traductions de la littérature ukrainienne en accordant des subventions aux éditeurs étrangers.
3. Le programme du livre ukrainien soutient et promeut le développement du marché du livre ukrainien en finançant de nouvelles publications.
4. Le programme de bibliothèque numérique est un projet visant à créer une base de données numérique complète des classiques ukrainiens, des nouveaux livres et des publications rares accessibles à tous.
5. Le programme de promotion de la lecture en Ukraine est un ensemble de projets nationaux pour améliorer le niveau et la qualité de la lecture de la population.
6. Programme de réapprovisionnement des bibliothèques publiques et reconstitution des collections des bibliothèques publiques dans toute l’Ukraine avec des publications à jour.

### Réapprovisionnement des bibliothèques publiques
En 2018, l'Institut ukrainien du livre met en œuvre le programme de réapprovisionnement des bibliothèques publiques,. Pour sa mise en œuvre, l'État fournit un budget de 120 millions de hryvnias redistribuant les fonds du programme pour le livre ukrainien.
L'Institut ukrainien du livre reçoit 2 779 candidatures de 137 éditeurs pour examen. Le conseil des experts sélectionne parmi eux 741 livres à acheter aux frais de l'État. Le comité d'appel d'offres s'organise et se réunit, les procédures de négociation avec les éditeurs sont lancées, et un conseil de surveillance est établi, pour la publication des contrats conclus dans le système Prozorro. Selon les résultats du programme, les bibliothèques publiques reçoivent 984 449 exemplaires de 91 maisons d'édition, ce qui a coûté 114 millions de hryvnias.

## Politique éditoriale
Dans le contexte de l'invasion de l'Ukraine par la Russie, le ministère de la Culture et de la Politique de l'information émet des recommandations aux bibliothèques pour qu'elles radient certains types de livres. Fin mai 2022, Oleksandra Koval, directrice de l'Institut ukrainien du livre, déclare que plus de 100 millions d’exemplaires de «livres de propagande», vont être retirés des bibliothèques publiques ukrainiennes. Elle explique que certains auteurs classiques comme Pouchkine et Dostoïevski  prévoit également d'être supprimés du fait que « les gens croient que la mission du peuple russe n'est pas de s'occuper de sa vie et de son pays, mais de "sauver" le monde contre son gré. C'est en fait une littérature très nocive, elle peut vraiment influencer l'opinion des gens ».  Le processus consiste à éliminer lors d'une première phase  «la littérature idéologiquement néfaste publiée à l’époque soviétique... qui est très abondante, ainsi que la littérature russe à contenu anti-ukrainien» puis dans un second temps, les livres d’auteurs russes publiés après 1991 de «différents genres, y compris des livres pour enfants, des romans d’amour et des romans policiers». Les 100 millions de livres visés par la confiscation représentent la moitié des fonds des bibliothèques mais elle assure que « le réapprovisionnement se fera progressivement»,.  
En novembre 2022, Yevgenia Kravchuk déclare qu'environ 19 millions d'exemplaires de livres ont été radiés dans les bibliothèques publiques dont environ 11 millions d'entre  en russe et envisage un renouvelement du fonds  en langue ukrainienne.

## Événements internationaux

### Salon du livre de Francfort
La présentation de stands nationaux aux festivals du livre à l'étranger est l'une des principales missions de l'Institut. En 2018, l'Ukraine participe à la Foire du livre de Francfort, le plus grand événement d'édition au monde.

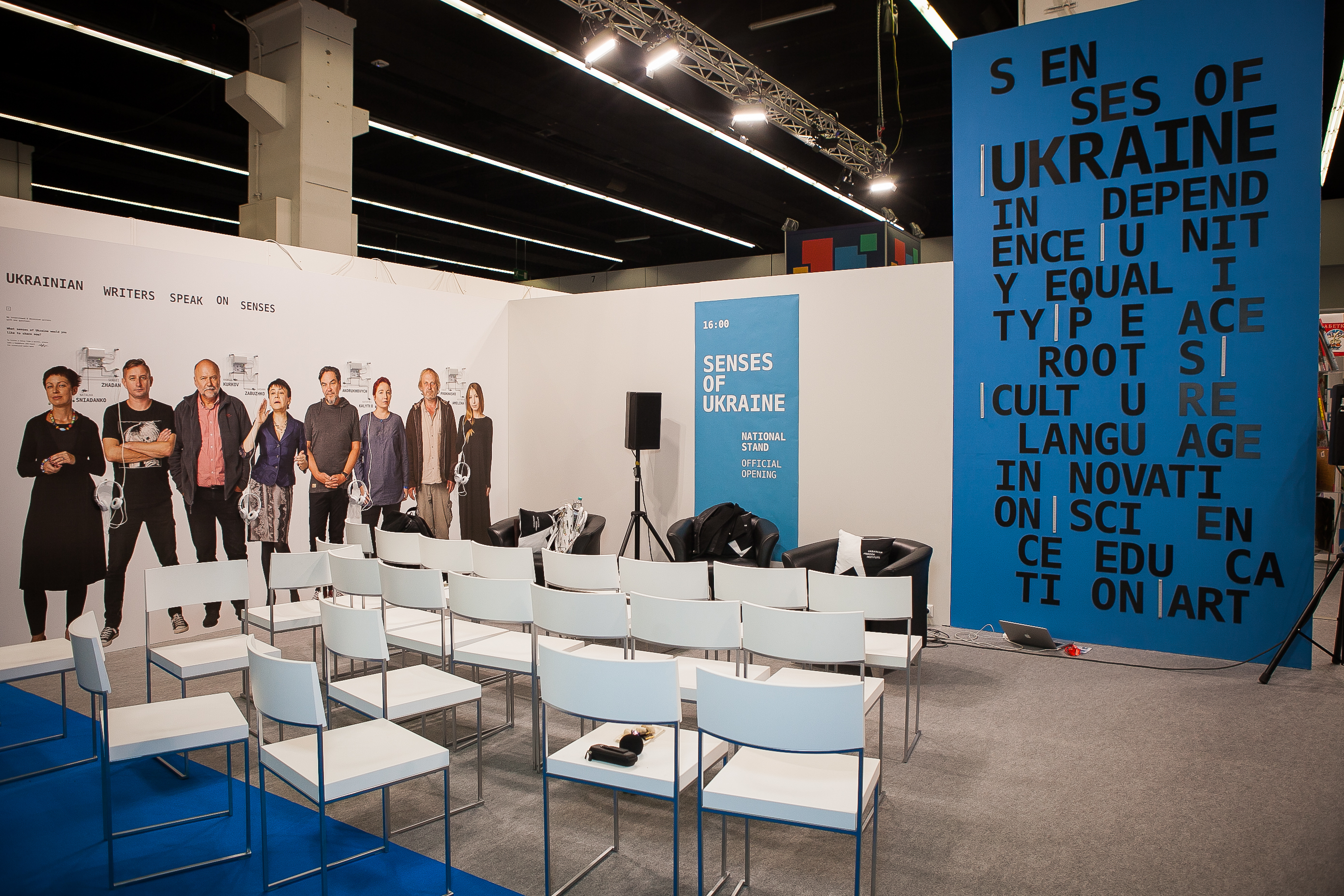
"Sens d'Ukraine" est le slogan du stand ukrainien au Salon du livre de Francfort en 2018

« Senses of Ukraine » est le slogan du stand ukrainien de 2018. Il porte le double sens du mot anglais sens, « sensations » et « significations ». L'Ukraine est abordée selon les sens physiologiques : l'ouïe, la vue, le toucher et le goût. Le concept visuel du stand ukrainien est développé par Andrey Linik, artiste des médias, historien de l'art et conservateur.
Avec la participation de Mystetskyi Arsenal, un espace de réalité virtuelle interactive « Apprendre à connaître Tukoni » est présenté, basé sur les livres d'Oksana Bula Tukoni - un habitant de la forêt, Bison cherche un nid et L'Orurs ne veut pas dormir.

### Foire du livre de Prague "World of Books 2018"
L'Institut du livre organise un stand national à la Foire du livre de Prague «World of Books 2018». Pour la première fois, une institution culturelle y a participé, auparavant le stand était organisé par des Ukrainiens locaux et des représentants de la diaspora.

## Événements en Ukraine

### Forum des éditeurs
L'Institut ukrainien du livre et le «Forum des éditeurs» sont les deux co-organisateurs du 25e Forum du livre.
L'événement le plus médiatisé est « BookUp Night », au cours duquel des spécialistes de l'édition évoquent leurs échecs professionnels les plus drôles.
Par ailleurs, l'Institut ukrainien du livre organise un débat sur le film The Wild Fields basé sur le best-seller de Sergey Zhadan Voroshilovgrad.

### Ukraine créative
L'Institut ukrainien du livre co-organise un séminaire, «Guide de l'éditeur: comment conquérir l'Europe» dans le cadre du forum «Ukraine créative». La participation de l'Ukraine à la foire du livre de Londres est décidée avec Jax Thomas, son directeur.
Olga Brzezinska, présidente de la Cracovie - City of Literature Foundation, membre du conseil d'administration de la New Art Foundation ZNACZY SIĘ et directrice du programme des festivals littéraires, participe aussi à ce séminaire. À l'invitation de l'Institut ukrainien du livre, elle tient quatre conférences.

### «L'Orient lit»
L'institut du livre ukrainien est partenaire du projet « L'Orient lit », où des écrivains ukrainiens contemporains visitent des bibliothèques dans les régions de Louhansk et de Donetsk. L'institut fait remettre plus de deux mille livres ukrainiens aux bibliothèques. Une trentaine de bibliothèques dans quinze localités participent au projet.